# Туанзебе, Аксель
Аксе́ль Туанзебе́ (фр. Axel Tuanzebe; родился 14 ноября 1997) — конголезский и английский футболист, защитник клуба «Бернли».

## Клубная карьера
Туанзебе — воспитанник молодёжной академии «Манчестер Юнайтед».
Дебютировал в основном составе «Манчестер Юнайтед» 29 января 2017 года, заменив Тимоти Фосу-Менса в матче Кубка Англии против «Уиган Атлетик». 2 февраля 2017 года Туанзебе подписал новый контракт с клубом до 2020 года с опцией продления ещё на год. 7 мая 2017 года дебютировал в Премьер-лиге в матче против «Арсенала».
25 января 2018 года отправился в аренду в клуб Чемпионшипа «Астон Вилла» до окончания сезона.
8 августа 2021 года вновь перешёл в клуб Премьер-лиги «Астон Вилла» на правах аренды до окончания сезона 2021/22. В начале января был досрочно отозван из аренды в связи с недостатком игрового времени, которое предоставлял ему новый главный тренер «Астон Виллы» Стивен Джеррард, и 8 января 2022 года отправился в аренду в итальянский клуб «Наполи» до конца сезона 2021/22.
1 февраля 2023 года отправился в аренду в «Сток Сити» до окончания сезона 2022/23.

## Карьера в сборной
В июне 2016 года Туанзебе провёл свой первый матч за сборную Англии до 19 лет, выйдя на поле в игре против Мексики. В том же году дебютировал за сборную Англии до 20 лет.
В 2023 году принял решение играть за сборную ДР Конго. Дебют за сборную состоялся 6 июня 2024 года в игре против Сенегала.

## Личная жизнь
Туанзебе родился в Демократической Республике Конго, но в раннем возрасте он с родителями переехал в Великобританию, в город Рочдейл. Посещал католическую школу Сент-Кутберт в Рочдейле.

## Статистика выступлений
Данные приведены по состоянию на 23 мая 2021 года
| Клуб                 | Сезон            | Лига             | Лига | Лига | Кубок Англии | Кубок Англии | Кубок лиги | Кубок лиги | Еврокубки | Еврокубки | Прочие | Прочие | Итого | Итого |
| Клуб                 | Сезон            | Дивизион         | Игры | Голы | Игры         | Голы         | Игры       | Голы       | Игры      | Голы      | Игры   | Голы   | Игры  | Голы  |
| -------------------- | ---------------- | ---------------- | ---- | ---- | ------------ | ------------ | ---------- | ---------- | --------- | --------- | ------ | ------ | ----- | ----- |
| Манчестер Юнайтед    | 2016/17          | Премьер-лига     | 4    | 0    | 1            | 0            | 0          | 0          | 0         | 0         | 0      | 0      | 5     | 0     |
| Манчестер Юнайтед    | 2017/18          | Премьер-лига     | 1    | 0    | 0            | 0            | 1          | 0          | 1         | 0         | 0      | 0      | 3     | 0     |
| Манчестер Юнайтед    | 2018/19          | Премьер-лига     | 0    | 0    | 0            | 0            | 0          | 0          | 0         | 0         | —      | —      | 0     | 0     |
| Манчестер Юнайтед    | 2019/20          | Премьер-лига     | 5    | 0    | 0            | 0            | 2          | 0          | 3         | 0         | —      | —      | 10    | 0     |
| Манчестер Юнайтед    | 2020/21          | Премьер-лига     | 9    | 0    | 1            | 0            | 1          | 0          | 7         | 0         | —      | —      | 18    | 0     |
| Манчестер Юнайтед    | Итого            | Итого            | 19   | 0    | 2            | 0            | 4          | 0          | 11        | 0         | 0      | 0      | 36    | 0     |
| Астон Вилла (аренда) | 2017/18          | Чемпионшип       | 5    | 0    | 0            | 0            | 0          | 0          | —         | —         | 0      | 0      | 5     | 0     |
| Астон Вилла (аренда) | 2018/19          | Чемпионшип       | 25   | 0    | 0            | 0            | 2          | 0          | —         | —         | 3      | 0      | 30    | 0     |
| Астон Вилла (аренда) | Итого            | Итого            | 30   | 0    | 0            | 0            | 2          | 0          | —         | —         | 3      | 0      | 35    | 0     |
| Всего за карьеру     | Всего за карьеру | Всего за карьеру | 49   | 0    | 2            | 0            | 6          | 0          | 11        | 0         | 3      | 0      | 71    | 0     |

## Достижения

### Командные
«Манчестер Юнайтед»
- Финалист Лиги Европы УЕФА: 2020/21